# Hypnotic
"Hypnotic" – czwarty album grupy Wild Orchid wydany 15 stycznia 2003 nakładem Yellow Brick Records.

## Lista utworów
1. "Kiss the Sky" - 3:52
2. "All the Way" (Stacy Ferguson, Ridel, Sands) - 2:54
3. "Hypnotic" - 3:29
4. "It's On" - 2:42
5. "On the Floor" - 3:12
6. "My Lover" - 3:17
7. "Sugarfly" - 2:59
8. "Simon Sez" (Ferguson, Ridel, Sands) - 3:47
9. "Contagious" (Ferguson, Ridel, Sands) - 3:27
10. "All Night Long" (Ferguson, Ridel, Sands) - 3:29
11. "Love in All Control" - 2:59
12. "Let the Record Spin" (Ferguson, Ridel, Sands) - 3:14
13. "Hypnotic (Remix)" - 4:00